# Sanam

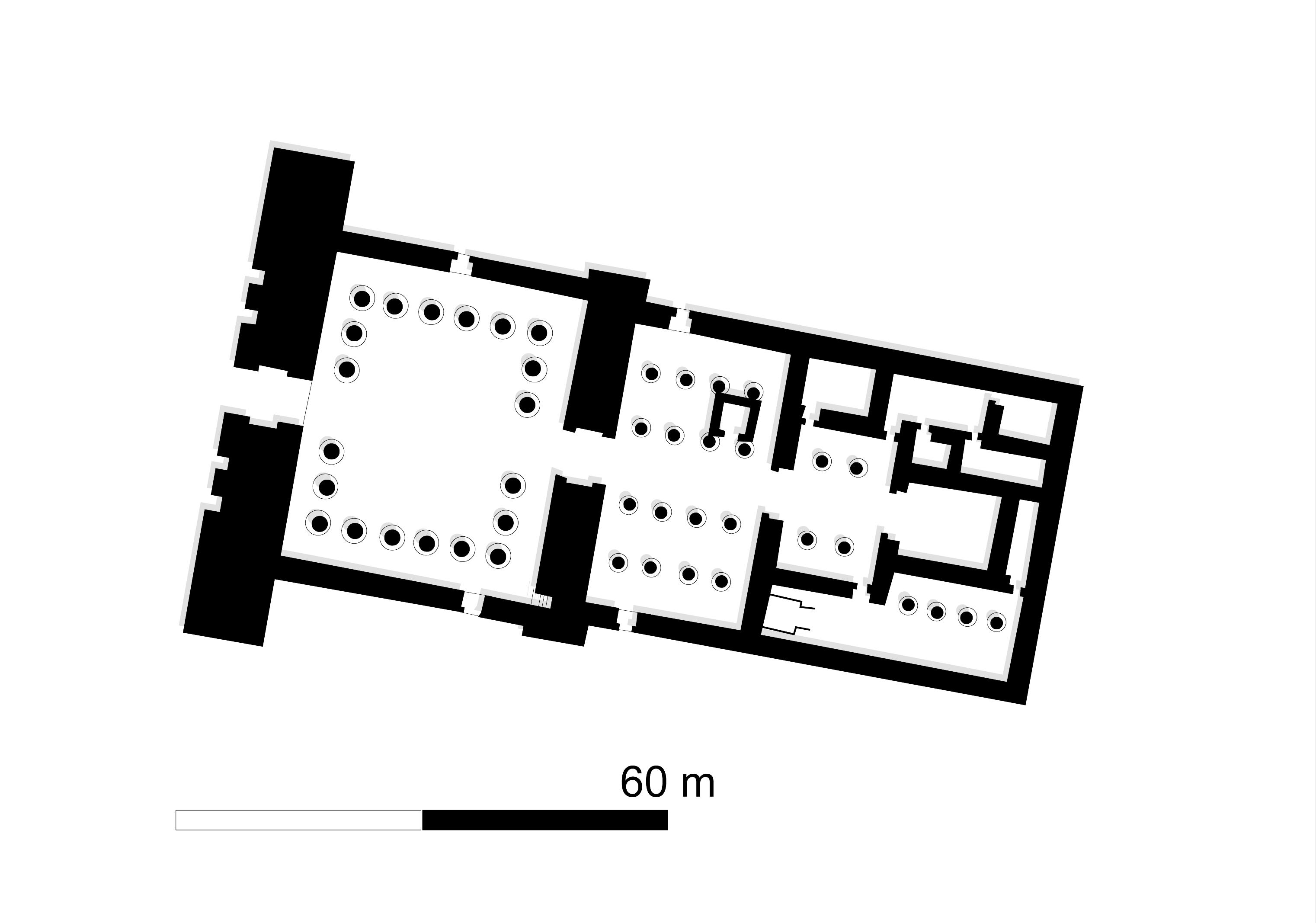
Plànol del temple de Sanam

Sanam Abu Dom (àrab: قرية سنام, Qaryat Sanām) és el nom modern del llogaret on hi va haver un cementiri del Regne de Napata, on hi ha enterrats funcionaris i persones més humils.
El lloc està a l'altra banda del riu Nil enfront del Djebel Barkal, proper a la ciutat de Marawe.